# Lago San Andrés
El lago San Andrés o la laguna de San Andrés (en inglés:  San Andreas Lake) es una reserva de agua adyacente a la península de San Francisco y a las ciudades de Millbrae y San Bruno en el condado de San Mateo, California. Está situado directamente en la falla de San Andrés, que lleva el nombre del lago. 
Después de descubrir la bahía de San Francisco el 4 de noviembre de 1769, la expedición del español Portolá descendió en lo que fue llamado Cañada de San Francisco, ahora San Andreas Creek, al campamento en las proximidades del actual lago San Andrés. 
Al día siguiente llegaron a un "Laguna Grande", que hoy está cubierta por el Upper Crystal Springs. El camping está marcado por un California Historical Marker N º 94 "Portola Expedición Camp", que se encuentra en el bulevar Skyline, 0,1 millas al sur de Crystal Springs Road. Ellos acamparon aquí por segunda vez el 12 de noviembre, en su viaje de regreso.
El Padre Palou, en una expedición de Monterey al lado occidental de la bahía de San Francisco dirigida por el capitán Fernando Rivera y Moncada, rebautizó la Cañada de San Francisco a la Cañada de San Andrés el 30 de noviembre de 1774, porque ese día se celebra la fiesta de San Andrés.
Originalmente un pequeño estanque, el lago se amplió con la construcción de un dique de 100 metros de alto en 1868. La represa sobrevivió al terremoto de 1906 a pesar de que la falla se desarrolla directamente debajo de la presa. 